# Komar-Klasse
Projekt 183R, mit dem Decknamen Mucha (russisch „муха“, Fliege), von der NATO später als Komar-Klasse bezeichnet, war eine Klasse von Flugkörperschnellbooten aus sowjetischer Produktion, die auf Basis der Torpedoboote des Projekts 183 gebaut und in großer Stückzahl produziert wurde. Nur etwa die Hälfte aller Projekt-183R-Boote waren Neubauten, während die andere Hälfte sich aus Umbauten von Torpedobooten zusammensetzte.

## Entwicklung
1955 begann das Entwicklungsbüro 5 ein geeignetes Trägerfahrzeug für den zu diesem Zeitpunkt erst angekündigten P-15-Termit-Seezielflugkörper zu entwickeln. Man wählte dazu die Torpedoboote des Projekts 183 aus, die bereits in großer Stückzahl vorhanden waren. Zwar bestanden deren Rümpfe aus Holz, sie galten aber als zuverlässig und waren vergleichsweise leicht herzustellen. Zahlreiche Tests mit der P-15-Rakete und 1:1-Modellen des Decks und der Aufbauten von Projekt 183 wurden durchgeführt, um Startbehälter und Boot so aufeinander abzustimmen, dass die Rakete einerseits ihren Flug wie geplant durchführte und andererseits die Boote nicht durch den Rückstrahl des Raketenmotors in Brand gesetzt wurden.
Zwei als Projekt 183E bezeichnete Prototypen wurden gebaut, um abschließende Tests durchzuführen. Dazu entfernte man lediglich die Torpedorohre von zwei Projekt-183-Booten und setzte je eine offene Startrampe an beide Seiten des Aufbaus. Ein hoher Gittermast wurde mittschiffs eingebaut, auf dessen Spitze ein Radargerät installiert wurde, das die Zieldaten für die Raketen ermitteln sollte. Als der Seezielflugkörper um 1958 die Serienreife erreichte, führte man einen Teststart der Waffe von Projekt 183E unter realistischen Bedingungen durch. Da man sich der Auswirkungen des Starts auf die Mannschaft noch nicht vollkommen sicher war, ersetzte man diese durch sechzehn Schafe und startete die Rakete per Fernzündung. Der Einsatz war, was Rakete und Boot betraf, erfolgreich, jedoch starb ein Teil der Schafe.
Zahlreiche Tests von Flugkörper und Boot wurden bei verschiedenen Geschwindigkeiten in den nächsten zwei Jahren durchgeführt. Dabei wurde der Geleitzerstörer Animoso, ein ehemals italienisches Schiff der Ciclone-Klasse, das die sowjetische Marine als Zielschiff verankert hatte, am 28. August 1959 durch einen P-15-Seezielflugkörper versenkt. Mit dem ehemaligen Zerstörer Minsk, einem Schiff der Leningrad-Klasse aus den 1930er-Jahren, erprobte man auch den Angriff auf bewegliche Ziele, wobei auch dieses Schiff versenkt wurde.

## Technik

### Rumpf und Antrieb
Der 25,5 m lange und 6,18 m breite Holzrumpf von Projekt 183 wurde übernommen, ebenso dessen Antriebsanlage mit vier Dieselmotoren vom Typ M-50F mit insgesamt 4800 PS.

### Bewaffnung
Hauptbewaffnung der Boote waren zwei KT-67-Startrohre mit je einem P-15-„Termit“-Seezielflugkörper, den die NATO als SS-N-2A „Styx“ bezeichnete. Die Rohre standen auf beiden Seiten des Aufbaus und belegten die gesamte hintere Schiffshälfte. So richtete sich der Rückstrahl der Rakete beim Start gegen die Wasseroberfläche und Schäden an Deck wurden verhindert.
Zur Luftabwehr und Nahbereichsverteidigung diente ein doppelläufiges 25-mm-Geschütz vom Typ 2M-3, das, wie bei Projekt 183 auf der Back stand. Das Heckgeschütz von Projekt 183 entfiel wegen der Startbehälter im hinteren Teil der Boote jedoch.

### Sensoren
Projekt 183R war dafür ausgelegt, seine Ziele selbstständig zu bekämpfen, ohne dass seine Seezielflugkörper Zielinformationen von anderen Quellen beziehen konnten, als von dem Boot, das sie gestartet hatte. Dazu war ein „Rangout“-Radargerät (NATO: „Square Tie“) auf der Mastspitze installiert, das Ziele in Entfernungen bis etwa 24 Kilometern erfassen konnte. Weiterhin war die Sender-/Empfänger-Antenne eines funkgestützten Systems zur Freund-Feind-Erkennung vom Typ „Nichrom“ auf dem Mast montiert.

## Export
Boote dieser Klasse wurden exportiert nach:
- Ägypten (7 Boote 1962–1967)
- Algerien (6 Boote 1967)
- China (11 Boote 1960–1961)
- Guinea (4 Boote 1969/1970)
- Indonesien (12 Boote 1961–1965)
- Irak (3 Boote 1972)
- Kuba (18 Boote 1962–1966)
- Nordkorea (10 Boote)
- Syrien (9 Boote 1963–1966)
- Vietnam (4 Boote 1972)

## Lizenzbauten
Mehr oder weniger modifizierte Boote des Projekts 183 wurden in mehreren Ländern gebaut, z. B.
- Nordkorea (Sohung-Klasse)[2][3]
- Volksrepublik China
Die Marine der Volksrepublik China entwickelte unter der Bezeichnung Typ 024 (NATO: Hegu/Heku/Hoku/Hogu/Hougu bzw. Houku) eine Variante der Klasse, die über einen Metallrumpf verfügten und damit etwas größer (27 m, 79 t), aber auch langsamer (38 kn) waren.[4]
Es wurden 80–110 Boote dieser Klasse gebaut. einige Boote wurden exportiert nach Albanien (4), Bangladesch (4–5), Ägypten (4–6) sowie Pakistan (4).
- Ägypten
ab 1975 wurde eine eigene Variante entwickelt, welche auf dem originalen Komar-Rumpf basiert. Sechs Boote der Oktober-Klasse wurden in Alexandria gebaut. Diese Boote wurden mit zwei Startern für OTO Melara Otomat-Mk1-Seezielflugkörper bewaffnet. Zwischen 2002 und 2007 erfolgte ein Upgrade auf die Version Mk2 des Seezielflugkörpers.[5][6]

## Derzeitiger Status
Im Jahr 2004 waren im Einsatz:
- Nordkorea
sechs Boote der Komar-Klasse und sechs Lizenzbauten der Sohung-Klasse. Bei den Booten der Komar-Klasse wurde allerdings der Holzrumpf durch einen Stahlrumpf ersetzt, die Lizenzbauten haben serienmäßig Stahlrümpfe.[3]
- Bangladesch
fünf chinesische Typ-024-Boote (Dubar-Klasse)[7]
- Ägypten
vier chinesische Typ-024-Boote und fünf Eigenbauten der Oktober-Klasse.[5]

## Einsatz
Mit den Raketenschnellbooten des Projekts 183R übernahm die Sowjetunion die Vorreiterrolle bei der Einführung von Seezielflugkörpern. Das enorme Potential dieses neuen Waffensystems wurde in anderen Ländern erst später voll entwickelt. Spätestens nachdem am 21. Oktober 1967 ägyptische Schnellboote der Komar-Klasse den israelischen Zerstörer Eilat versenkt hatten, kam es zum Umdenken und die Entwicklung von Seezielflugkörpern wurde weltweit forciert. Die Möglichkeit, auch kleinen Einheiten wie Schnellbooten mit Seezielflugkörpern eine weitreichende schlagkräftige Hauptwaffe zu geben, wurde im Westen erst Mitte der 1970er-Jahre von Deutschland und Frankreich genutzt. Torpedos traten als Waffensystem von Überwasser-Kriegsschiffen in ihrer Bedeutung weitgehend zurück.

## Verweise

### Bemerkungen
1. ↑  Auch unter der Bezeichnung „Almas“ bekannt.